# Фрутридж-Покет (Каліфорнія)
Фрутридж-Покет (англ. Fruitridge Pocket) — переписна місцевість (CDP) в США, в окрузі Сакраменто штату Каліфорнія. Населення — 6102 особи (2020).

## Географія
Фрутридж-Покет розташований за координатами 38°31′58″ пн. ш. 121°27′21″ зх. д. / 38.53278° пн. ш. 121.45583° зх. д. (38.532646, -121.455812).  За даними Бюро перепису населення США в 2010 році переписна місцевість мала площу 1,58 км², уся площа — суходіл.

## Демографія
Згідно з переписом 2010 року, у переписній місцевості мешкало 5800 осіб у 1670 домогосподарствах у складі 1208 родин. Густота населення становила 3682 особи/км².  Було 1907 помешкань (1211/км²).
Расовий склад населення:
| - 29,4 % — білих - 19,2 % — азіатів - 18,1 % — чорних або афроамериканців - 1,8 % — корінних американців - 1,2 % — вихідців з тихоокеанських островів - 22,7 % — осіб інших рас |

До двох чи більше рас належало 7,7 %. Частка іспаномовних становила 40,4 % від усіх жителів.
За віковим діапазоном населення розподілялося таким чином: 31,5 % — особи молодші 18 років, 59,9 % — особи у віці 18—64 років, 8,6 % — особи у віці 65 років та старші. Медіана віку мешканця становила 29,7 року. На 100 осіб жіночої статі у переписній місцевості припадало 98,4 чоловіків;  на 100 жінок у віці від 18 років та старших — 100,3 чоловіків також старших 18 років.
Середній дохід на одне домашнє господарство  становив 34 488 доларів США (медіана — 27 536), а середній дохід на одну сім'ю — 35 994 долари (медіана — 29 038). За межею бідності перебувало 47,7 % осіб, у тому числі 66,1 % дітей у віці до 18 років та 34,5 % осіб у віці 65 років та старших.
Цивільне працевлаштоване населення становило 1467 осіб. Основні галузі зайнятості: освіта, охорона здоров'я та соціальна допомога — 17,0 %, будівництво — 16,5 %, науковці, спеціалісти, менеджери — 15,0 %.